# 上野旬也
上野旬也（うえの しゅんや、本名：上野 哲雄、1948年12月18日 - ）は神奈川県横浜市出身の歌手・ミュージシャン・作曲家・俳優。血液型A型。身長172cm。
元ロス・プリモスメンバー。

## 来歴
1975年、男性デュオ「サウンド・スペース」のボーカル兼ピアノとしてビクターレコードからアルバム『鏡の中の肖像』でデビュー。日本で初めて、シンセサイザーを使用したレコーディングで話題を呼ぶ。編曲は佐藤允彦が手掛けた。
当初は上野 哲の芸名で活動。その後NHK教育『うたって・ゴー』のピアノのお兄さんを経て、1978年、黒沢明とロス・プリモスへ加入、ロス・プリモスではサイドヴォーカル兼キーボード、サウンドアドバイザーとして森聖二の右腕になり31年間活動し支えた。
2008年自身が還暦となる年に、清里卓矢名義で作品を残している。
2009年10月18日にリーダーでメインヴォーカルの森聖二が心筋梗塞で亡くなり、その後半年間2代目メインヴォーカルを務めた。
2010年5月13日の北海道公演を最後に、音楽性・方向性の違いからロス・プリモスを脱退している。6月から、「ラブユー東京」の作曲者である中川博之と共に、ムード歌謡界の発展と育成の為に活動。11月、中川博之の愛弟子青山ひかると、年の差30歳の男性デュオノーチェ・アルバーナを結成。
2012年3月、作曲：中川博之、作詞：髙畠じゅん子 「東京の夜はムーチョ」を発売。
2013年4月、ノーチェ・アルバーナを解散し、5月からソロ活動を開始。12月25日、松森棚三 の「涙を残して」「愛の旅立ち」を新録し、ソロ第一弾として発売。
2015年春から上野旬也とロス・プリメーロ オルケスタを結成。銀座のライブハウスを中心に活動開始。
2016年10月、黒沢明とロス・プリモスデビュー50周年をオマージュして、カバーアルバム『銀座Night倶楽部Vol.1』を発売した。
自身ではラテンにも力を入れており、Luis Miguelのカバー「ある恋の物語」「カーニバルの朝」を得意とする。

## 経歴
4歳からクラシックピアノを始める。父親の仕事柄転勤が多く、高校までに16回もの転校を余儀無くされる。そんな環境の中でもピアノを続ける事が出来たのは、何よりも音楽が好きでピアノが好きだった。思春期に出逢ったカーメン・キャバレロの繊細なピアノの音に感銘を受け、かなり影響された。高校時代は、ハモンドオルガンのジミー・スミスを聞き、クラシックでは教えないコードネームを独学で覚えた。そのお陰で、当時販売されたばかりのエレクトーンのデモストレーターを頼まれ、人前で演奏する事の素晴らしさを覚える。10代半ばで漠然と歌手と言うよりは、今で言うシンガーソングライターになる夢を持ちはじめていたと言う。
様々な文化が目まぐるしく変化していた1960年代。そんな時代背景の中、まずはクラシックピアノを極める為に音大入学。と、同時に学生運動勃発。長期の学校閉鎖。
「指が鈍らないように」と、軽い気持ちで始めたビッグバンドのエキストラだったが、そこでミュージシャンの血が騒ぎ出しどんどんのめり込んでしまう。結果、大学の教授に「アクセントの取り方が違う！！」と、指摘されながらも、ダンスホール・キャバレー・クラブと、あらゆるスタイルやジャンルの音楽を体に叩き込む日々。中でも『レイモンド・コンデ』率いるビッグバンドで学んだ技術は宝物だという。(このバンド出身のピアニストは、皆有名なJAZZピアニストになると言うジンクスがあった。)気が付けば学校に通うことを忘れJAZZやポピュラー音楽に没頭していた。当時の大卒初任給2万円の頃、10倍の収入になった。「好きな音楽の道で稼げるのなら」と、あっさり大学を中退してしまう。
1970年代に入り、高度成長期に突入。20代の上野は引く手数多のピアノマンになっていた。山口洋子の『クラブ姫』では、再デビュー直前の島津ゆたかと出逢い歌の上手さに衝撃を受けた。この頃になると、プレーヤーとしてだけではなく歌にも目覚め、色々な人の曲を聴き勉強した。最初は3曲しか無かったレパートリーを何千曲へと膨らまし、毎日80曲は歌っていたと言う。カラオケが無かった時代に、その演奏と歌がバックグラウンドミュージックとなっていた。一晩で銀座・赤坂・六本木と駆け巡り、演出を手伝いながら、世の中を観察していたと言う。
山口洋子が『ミニクラブ姫』をオープンする時の逸話がある。「銀座一のピアノマンを探して来い！！」の一声で、上野が探し出され、ここで幾つものドラマが生まれた。山口洋子が五木ひろしに書いた曲の中には、上野が初見で弾き語って録音した仮歌もある。（後にロス・プリモスへ加入し、森が歌う全ての歌の仮歌を上野が担当した。森は上野の歌を聴きイメージを膨らまし、レコーディングしていた。）山口洋子の著書の中に「最近の若いもんは、女か男か解らない…。ピンクのレースのスーツを着ている男子がいる。」と、書かれているのが上野である。サウンド・スペースデビューも、この店での出来事だった。 そして、森が独立する前の事務所社長の目に留まる。
上野は1年間断り続けていた。しかし、社長の熱烈なラブコールに根負けし、ロス・プリモス加入を決める。森は、上野の歌とピアノの腕に惚れ込んだと言う。
30代突入と共にロス・プリモスへ加入。 以降、31年間森と共に歌い奏でながら、森へ少しでも近づく為に、森の間と息使いを徹底的に体へ染み込ませた。その結果、ステージで唯一ソロを取る事を許され、絶対的な信頼感を得ていた。（ステージで上野が歌唱していた作品は『新潟ブルース』『信濃川慕情』『雨の銀座』『小雨のアムール』、楽曲提供した作品は『新宿ワルツ』『霧の灯台』・35周年記念曲『灯りの中で』は、森聖二が作詞を担当し上野が作曲した共同作品がある。）
31年間を振り返ると、生真面目な性格からか責任感の強さからか“無遅刻無欠勤”でスケジュールをこなしたのは、上野だけだった。
2013年5月、紆余曲折を経て元ロス・プリモス2代目ヴォーカル上野旬也として本格的にソロ活動を開始。
8月、上野東天紅サマーライブで、鶴岡雅義と東京ロマンチカとの共演をきっかけとなり、ＣＤ制作の話が浮上する。森の死後から見守っていた3大ムードコーラスグループのヴォーカル（松平直樹・棚橋静雄・三條正人）と作曲家でもある鶴岡雅義の熱いエールで2012年12月25日『涙を残して』『愛の旅立ち』の新曲を発表する。
「レコーディング秘話」
この作品は、レコーディング直前に亡くなったロス・プリモス森に敬意を表して『ロス・プリモス森聖二追悼盤』というサブタイトルが付いていた。当時ロス・プリモスのメンバーだった上野は、コーラスとして参加していた。今回の録音に際し当時の譜面を見直したところ、森のうたうはずだった歌詞が目に入った。 ～君らしく　君らしく　これからも君らしく　明るい笑顔絶やさぬように　生きて欲しいよ　君らしく～ まるで森から語りかけられている気がする事を、レコーディングスタジオにいた関係者に打ち明けたところ、森を知る全ての人達が涙した。そして上野自信今でもこの歌を唄うたびに胸が熱くなると言う。
2015年春から上野旬也とロス・プリメーロ　オルケスタを結成。銀座のライブハウスを中心に活動開始。
作曲家としての顔を持ち、ロス・プリモスを始め、瀬川瑛子・真咲よう子…etc.に楽曲提供している。近年は、叙情溢れる市町村の歌も残している。
私生活では、“ムード歌謡”の原点銀座で2003年7月～2011年5月まで、Bar『Ginzaロス・プリモス』を経営していた。
2011年3月11日の東日本大震災以降、人生観に変化が起こり知人の紹介で移転を決意する。
2011年7月11日から2014年12月まで東急池上線久が原駅・末広商店街の一角で、大人が楽しめる事をコンセプトにした カラオケCafé＆Bar『Ginzaロス・プリモスSegundo』を営んでいた。
2015年1月から古巣の銀座に戻り、銀座の文化遺産ともいえる“ムード歌謡”の為に一念発起し、昔懐かしいナイトクラブを彷彿させ、大人が楽しめる空間を提供する為、「銀座Night倶楽部」と題したライブ活動を開始する。

## 作曲作品
| 歌手名             | 販売元                   | 発売日         | タイトル             | 作詞                               |
| ------------------ | ------------------------ | -------------- | -------------------- | ---------------------------------- |
| サウンド・スペース | ビクターレコード         | 1975年6月      | 風のバラード         | 滝野英治                           |
| ロス・プリモス     | 日本クラウン             | 1984年9月      | 新宿ワルツ           | 佐藤順英                           |
|                    | 日本クラウン             | 1998年8月      | 霧の灯台             | 志賀大介                           |
|                    | 日本クラウン             | 2003年7月      | 灯りの中で           | 森聖二、補作詞／上野旬也           |
| 瀬川瑛子           | 日本クラウン             | 2003年1月23日  | 東京はぐれ鳥         | 小関理樹                           |
| 真咲よう子         | 日本クラウン             | 1984年9月      | 札幌たずね人         | 水木れいじ                         |
| 中山朋子           | キングレコード           | 2002年9月25日  | お母さん             | 横山弘、横山整子、補作詞／市川莞又 |
|                    | キングレコード           | 2002年9月25日  | 元気になって         | 岡田博子、補作詞／市川莞又         |
|                    | キングレコード           | 2004年11月26日 | 夢のふるさと         | 木下毅、補作詞／上野旬也           |
|                    | キングレコード           | 2004年11月26日 | 想い                 | 木下毅、補作詞／上野旬也           |
| 愛川めぐみ         | キングレコード           | 2008年6月25日  | 下北旅情             | 木下毅、補作詞／市川莞又           |
|                    | キングレコード           | 2008年6月25日  | 神在月               | 市川莞又                           |
| 清里卓矢           | ミューテックスレコード   | 2008年6月20日  | そして一人           | 愛里公                             |
| 銀座太郎           |                          | 2010年         | 銀座の恋のセレナーデ | 銀座太郎                           |
| 奈良海津子         | クラウン徳間ミュージック | 2016年         | 指宿へ               | Q太                                |

## 歌唱作品
| 歌手名             | 販売元                 | 発売日         | タイトル               | 作詞・作曲・編曲                           |
| ------------------ | ---------------------- | -------------- | ---------------------- | ------------------------------------------ |
| サウンド・スペース | ビクターレコード       | 1975年9月25日  | ファージョンの童話から | 寺山修司、佐藤允彦、佐藤允彦               |
| サウンド・スペース | ビクターレコード       | 1975年9月25日  | 三羽のかもめ           | 寺山修司、佐藤允彦、佐藤允彦               |
| サウンド・スペース | ビクターレコード       | 1975年9月25日  | みだれ髪               | 寺山修司、佐藤允彦、佐藤允彦               |
| サウンド・スペース | ビクターレコード       | 1975年9月25日  | 汽笛を鳴らそうよ       | 寺山修司、佐藤允彦、佐藤允彦               |
| サウンド・スペース | ビクターレコード       | 1975年9月25日  | コーヒーアローン       | 寺山修司、佐藤允彦、佐藤允彦               |
| サウンド・スペース | ビクターレコード       | 1975年9月25日  | こうもり傘のサンバ     | 滝野英治、尼崎勝司、佐藤允彦               |
| サウンド・スペース | ビクターレコード       | 1975年9月25日  | 緑色の目の少女         | 寺山修司、佐藤允彦、佐藤允彦               |
| サウンド・スペース | ビクターレコード       | 1975年9月25日  | 海の絵                 | 寺山修司、佐藤允彦、佐藤允彦               |
| サウンド・スペース | ビクターレコード       | 1975年9月25日  | 熱風                   | 梅田一弘、ミキス・テオド・ラキス、佐藤允彦 |
| サウンド・スペース | ビクターレコード       | 1975年9月25日  | 風のバラード           | 滝野英治、上野哲、佐藤允彦                 |
| サウンド・スペース | ビクターレコード       | 1975年9月25日  | 愛はきらいよ恋が好き   | 寺山修司、田中未知、佐藤允彦               |
| サウンド・スペース | ビクターレコード       | 1975年9月25日  | 夏の終わりに           | ホール・スズキ詞曲、佐藤允彦               |
| 清里卓矢           | ミューテックスレコード | 2008年6月      | 後生車                 | 佐藤順英、相沢清、相沢清                   |
| 清里卓矢           | ミューテックスレコード | 2008年6月      | 旧友                   | 佐藤順英、相沢清、相沢清                   |
| 清里卓矢           | ミューテックスレコード | 2008年6月      | そして一人…            | 愛里公、上野旬也、上野旬也                 |
| 清里卓矢           | ミューテックスレコード | 2008年6月      | 東京はぐれ鳥           | 小関理樹、上野旬也、上野旬也               |
| 上野旬也           | 株式会社フリーボード   | 2013年12月25日 | 涙を残して             | 志賀大介、鶴岡雅義、庄司龍                 |
| 上野旬也           | 株式会社フリーボード   | 2013年12月25日 | 愛の旅立ち             | 志賀大介、鶴岡雅義、庄司龍                 |

## アルバム
「銀座Night倶楽部Vol.1」
| 上野旬也とﾛｽ･ﾌﾟﾘﾒｰﾛ ｵﾙｹｽﾀ | 日本クラウン | 2016年10月5日 |                      |                                  |
| 上野旬也とﾛｽ･ﾌﾟﾘﾒｰﾛ ｵﾙｹｽﾀ | 日本クラウン | 2016年10月5日 | 恋の銀座             | 星野哲郎、中川博之、上野旬也     |
| 上野旬也とﾛｽ･ﾌﾟﾘﾒｰﾛ ｵﾙｹｽﾀ | 日本クラウン | 2016年10月5日 | 誘蛾燈               | 髙畠じゅん子、中川博之、上野旬也 |
| 上野旬也とﾛｽ･ﾌﾟﾘﾒｰﾛ ｵﾙｹｽﾀ | 日本クラウン | 2016年10月5日 | ラブユー東京パート２ | 星野哲郎、中川博之、上野旬也     |
| 上野旬也とﾛｽ･ﾌﾟﾘﾒｰﾛ ｵﾙｹｽﾀ | 日本クラウン | 2016年10月5日 | たそがれの銀座       | 星野哲郎、中川博之、上野旬也     |
| 上野旬也とﾛｽ･ﾌﾟﾘﾒｰﾛ ｵﾙｹｽﾀ | 日本クラウン | 2016年10月5日 | 銀座の恋のセレナーデ | 銀座太郎、上野旬也、吉井俊倫     |
| 上野旬也とﾛｽ･ﾌﾟﾘﾒｰﾛ ｵﾙｹｽﾀ | 日本クラウン | 2016年10月5日 | 東京の夜はムーチョ   | 髙畠じゅん子、中川博之、上野旬也 |
| 上野旬也とﾛｽ･ﾌﾟﾘﾒｰﾛ ｵﾙｹｽﾀ | 日本クラウン | 2016年10月5日 | 神戸で別れて         | 岡田憲和、尾田 悟、上野旬也      |
| 上野旬也とﾛｽ･ﾌﾟﾘﾒｰﾛ ｵﾙｹｽﾀ | 日本クラウン | 2016年10月5日 | 小雨のアムール       | 万里村ゆき子、米山正夫、上野旬也 |
| 上野旬也とﾛｽ･ﾌﾟﾘﾒｰﾛ ｵﾙｹｽﾀ | 日本クラウン | 2016年10月5日 | 別れるのになぜ       | 武田竜三、佐々木康雄、上野旬也   |
| 上野旬也とﾛｽ･ﾌﾟﾘﾒｰﾛ ｵﾙｹｽﾀ | 日本クラウン | 2016年10月5日 | 灯りの中で           | 森聖二、上野旬也、上野旬也       |
| 上野旬也とﾛｽ･ﾌﾟﾘﾒｰﾛ ｵﾙｹｽﾀ | 日本クラウン | 2016年10月5日 | カーニバルの朝       | ｱﾝﾄﾆｵ･ﾏﾘｱ、ﾙｲｽ･ﾎﾞﾌｧﾝ、上野旬也   |
| 上野旬也とﾛｽ･ﾌﾟﾘﾒｰﾛ ｵﾙｹｽﾀ | 日本クラウン | 2016年10月5日 | ある恋の物語         | ｶﾙﾛｽ･ｴﾚｰﾀ･ｱﾙﾏﾗﾝ、上野旬也        |

## 出演
- NHK教育『うたって・ゴー』(1978年)
- 日本テレビ『火曜サスペンス劇場』 - 片平なぎさ主演〜小京都ミステリーシリーズ4〜『京都山口殺人旅行』(1991年7月30日)に田中努役で出演。この依頼は、JAZZピアノが弾けるタレントが条件だったという。